# Kanton Florensac
Der Kanton Florensac war bis 2015 ein französischer Wahlkreis im Département Hérault, im Arrondissement Béziers und in der früheren Region Languedoc-Roussillon. Er hatte 9707 Einwohner (Stand: 2012). Vertreter im Generalrat des Départements war zuletzt von 1982 bis 2015 Michel Gaudy (PS).

## Gemeinden
Der Kanton umfasste die Wahlberechtigten für die Départements-Wahlen aus vier Gemeinden:
| Gemeinde           | Einwohner Jahr | Fläche km² | Bevölkerungsdichte | Code INSEE | Postleitzahl |
| ------------------ | -------------- | ---------- | ------------------ | ---------- | ------------ |
| Castelnau-de-Guers | 1149 (2013)    | 22,51      | 51 Einw./km²       | 34056      | 34120        |
| Florensac          | 4969 (2013)    | 35,71      | 139 Einw./km²      | 34101      | 34510        |
| Pinet              | 1462 (2013)    | 8,83       | 166 Einw./km²      | 34203      | 34850        |
| Pomérols           | 2226 (2013)    | 11,01      | 202 Einw./km²      | 34207      | 34810        |